# Euchromia flava
Euchromia flava är en fjärilsart som beskrevs av Debauche 1936. Euchromia flava ingår i släktet Euchromia och familjen björnspinnare. Inga underarter finns listade i Catalogue of Life.